# Simulium blacklocki
Simulium blacklocki är en tvåvingeart som beskrevs av Meillon 1930. Simulium blacklocki ingår i släktet Simulium och familjen knott. Inga underarter finns listade i Catalogue of Life.